# Theodór Elmar Bjarnason
Theodór Elmar „Teddy“ Bjarnason (* 4. března 1987, Reykjavík) je islandský fotbalový záložník a reprezentant, který v současnosti působí v dánském klubu Aarhus GF (k červnu 2016).
Hraje na pozici defenzivního středopolaře.

## Klubová kariéra
- Knattspyrnufélag Reykjavíkur (mládež)
- Knattspyrnufélag Reykjavíkur 2003–2004
- Celtic FC 2004–2008
- FK Lyn 2008–2009
- IFK Göteborg 2009–2012
- Randers FC 2012–2015
- Aarhus GF 2015–2017

## Reprezentační kariéra
Bjarnason hrál za islandské mládežnické reprezentační výběry U17, U19 a U21.
V A-mužstvu Islandu debutoval 2. 6. 2007 v kvalifikačním utkání v Reykjavíku proti reprezentaci Lichtenštejnska (remíza 1:1). Zúčastnil se kvalifikace na EURO 2016 ve Francii, z níž se islandský národní tým poprvé v historii probojoval na evropský šampionát. Dvojice trenérů islandského národního týmu Lars Lagerbäck a Heimir Hallgrímsson jej zařadila do závěrečné 23členné nominace na EURO 2016 ve Francii. Na evropském šampionátu se islandské mužstvo probojovalo až do čtvrtfinále, kde podlehlo Francii 2:5 a na turnaji skončilo.